# San Parteo
Il San Parteo (in corso San Parteu) è un rilievo montuoso della Corsica alto 1680 m s.l.m., situato tra la valle di Melaja, affluente del Tartagine, e la valle del Regino. La vetta segna il confine tra i comuni di Feliceto e Pioggiola.